# Subulussalam
Subulussalam är en stad i Indonesien, och är belägen i den autonoma regionen Aceh på Sumatra. Staden bildades den 2 januari 2007 och var tidigare en del av distriktet Aceh Singkil. Folkmängden uppgår till cirka 80 000 invånare.

## Administrativ indelning
Staden var år 2007 indelad i fem underdistrikt (kecamatan) som i sin tur var indelade i 70 gampong, en administrativ indelning av mindre storlek. Av dessa var endast fyra urbana, resterande var av landsbygdskaraktär.

### Underdistrikt
- Longkib
- Penaggalan
- Rundeng
- Simpang Kiri
- Sultan Daulat